# 366
366（三百六十六、さんびゃくろくじゅうろく）は自然数、また整数において、365の次で367の前の数である。

## 性質
- 366は合成数であり、約数は 1, 2, 3, 6, 61, 122, 183, 366 である。
  - 約数の和は744。
    - 87番目の過剰数である。1つ前は364、次は368。
- 39番目の楔数である。1つ前は357、次は370。
- 366 = 82 + 92 + 102 + 112
  - 4連続整数の平方和で表せる数である。1つ前は294、次は446。
- 各位の和が15になる19番目の数である。1つ前は357、次は375。
- 各位の平方和が平方数になる40番目の数である。1つ前は362、次は400。(オンライン整数列大辞典の数列 A175396)
32 + 62 + 62 = 81 = 92
- 各位の立方和が459になる最小の数である。次は636。(オンライン整数列大辞典の数列 A055012)
  - 各位の立方和が n になる最小の数である。1つ前の458は222347、次の460は1366。(オンライン整数列大辞典の数列 A165370)
- 366 = 12 + 22 + 192 = 12 + 132 + 142 = 72 + 112 + 142
  - 3つの平方数の和3通りで表せる53番目の数である。1つ前は361、次は377。(オンライン整数列大辞典の数列 A025323)
  - 異なる3つの平方数の和3通りで表せる33番目の数である。1つ前は354、次は377。(オンライン整数列大辞典の数列 A025341)
- 366 = 6 + 6 × 5 × 4 × 3
  - n = 6 のときの n + n(n − 1)(n − 2)(n − 3) の値とみたとき1つ前は125、次は847。(オンライン整数列大辞典の数列 A001094)
- n = 6 のときの n2 と n を並べてできる数である。1つ前は255、次は497。(オンライン整数列大辞典の数列 A055436)
- 366 = 2 × (132 + 13 + 1) = 2 × (142 − 14 + 1)
  - n = 13 のときの 2(n2 + n + 1) の値とみたとき1つ前は314、次は422。(オンライン整数列大辞典の数列 A051890)

## その他 366 に関すること
- 太陽暦の閏年では1年の日数が366日である。
- 西暦366年
- 『366日』はHYの曲。アルバム『HeartY』に収録。